# Naja ashei
Naja ashei zählt innerhalb der Familie der Giftnattern (Elapidae) zur Gattung der Echten Kobras (Naja). Sie wurde 2004 entdeckt und 2007 als eigene Art beschrieben.

## Benennung
Die Art ist benannt nach dem Kenianer James Ashe (1925–2004), der die Bio-Ken Schlangenfarm in Watamu an der Küste Kenias gründete, wo die Schlange entdeckt wurde.
Die Schlange wurde lange als braune Variante der Afrikanischen Speikobra identifiziert. Sie unterscheidet sich jedoch von allen anderen Speikobra-Arten Afrikas. Wolfgang Wüster und Donald G. Broadley veröffentlichten im Jahr 2007 eine Beschreibung der Art Naja ashei in der Fachzeitschrift Zootaxa.

## Merkmale
Der Kopf von Naja ashei ist an der Oberseite einheitlich bräunlich-oliv gefärbt, mit einer helleren graueren Region an den Oberlippen und um die Augen. Die Unterseite des Kopfes ist mit feinen bräunlich grauen Pigmenten überzogen.
Die Oberseite des Körpers und des Hinterteils sind einheitlich olivbraun gefärbt. Der Hals ist an der Rückseite unmittelbar zum Kopf hin dunkler als die Kopf- oder Körperoberseite. Die mittlere Körper- und Hinterteilunterseite sind hell gefärbt, mit Pigmenten, die vor allem von den Seiten eingreifen.
Naja ashei unterscheidet sich von den meisten ostafrikanischen Schwarzhalskobras durch die hohe Anzahl der Schuppen an Ober- und Unterseite. Die meisten Naja ashei haben über 195 ventrale und mindestens 21 (in der Regel mehr) Schuppen um den Hals, dagegen haben die meisten Schwarzhalskobras 195 oder mehr ventrale jedoch höchstens 21 aber gewöhnlich 19 oder weniger Schuppen um den Hals, wobei sie weniger ventrale Schuppen besitzen, je mehr am Hals vorhanden sind. Auch von den anderen Speikobra-Arten unterscheidet sich Naja ashei durch die Anzahl der Schuppen.

## Verbreitung
Naja ashei ist vor allem im Norden und an der Küste Kenias verbreitet. Des Weiteren kommt sie auch im südlichen Somalia sowie im südwestlichen Äthiopien vor. Außerdem ist sie im Nordwesten Ugandas, in der Region Karamoja anzutreffen. Die Weltnaturschutzunion (IUCN) stuft die Art als nicht gefährdet (least concern) ein.

## Gift
Naja ashei ist in der Lage, enorme Mengen Gift abzugeben. Ein großes Exemplar, das auf der Bio-Ken Schlangenfarm gemolken wurde, gab 6,2 Milliliter flüssiges Gift ab, was 7,1 Gramm entspricht. Über die Toxine und deren Pharmakologie ist noch relativ wenig bekannt. Das Giftsekret enthält in erster Linie Drei-Finger-Toxine und Phospholipase-A2-Enzyme. Weiterhin sind Cysteine rich venom proteins (CRISP-Vs), 5'-Nukleotidase und Metalloproteinasen nachweisbar.
Inhaltsstoffe des Giftsekrets wirken als postsynaptische Neurotoxine, hemmen also die Neurotransmission durch Blockade von Acetylcholinrezeptoren. In der Folge kann es zu Lähmungen bis hin zur Paralyse kommen. Der Tod kann durch periphere Atemlähmung eintreten. Weiterhin kommt es durch cytotoxische Komponenten zur Bildung von Blasen und Nekrosen. Ein spezifisches Antivenin steht nicht zur Verfügung. Bei starken Intoxikationen kann ein Therapieversuch mit Antiseren gegen Toxine eng verwandter Arten unternommen werden (z. B. 'Polyvalent Snake Venom Antiserum' des Herstellers VACSERA, Ägypten).